# Brevipalpus proboscidius
Brevipalpus proboscidius är en spindeldjursart som beskrevs av De Leon 1961. Brevipalpus proboscidius ingår i släktet Brevipalpus och familjen Tenuipalpidae. Inga underarter finns listade.